# Biennale de la danse de Lyon
Pour les articles homonymes, voir Biennale de Lyon.
 (septembre 2023).
- Si vous ne connaissez pas le sujet, laissez ce bandeau (vous pouvez alors contacter les auteurs).
- Si vous supprimez le contenu mis en cause (vous pouvez préalablement contacter les auteurs),

argumentez précisément cette suppression dans la page de discussion
(un manque de référence n'est pas un argument ; une recherche réelle de référence doit avoir été effectuée, être formellement documentée).
La Biennale de la danse de Lyon est un festival de danse contemporaine créé à Lyon en 1984 et se déroulant au début toutes les années paires, en alternance avec la Biennale d'art contemporain.

## Historique
La Biennale de la danse de Lyon est créée en 1984 par Guy Darmet, sur le modèle notamment du Festival Montpellier Danse, avec le soutien de la ville de Lyon, et notamment de la Maison de la danse dont Darmet est le directeur, au moment de la percée auprès du grand public de la danse contemporaine et particulièrement de la Nouvelle danse française. Elle s'inscrit alors dans le processus de décentralisation des manifestations culturelles voulu par Jack Lang et la création des Centres chorégraphiques nationaux (CCN) dans toute la France. Comme il n'existe alors aucun CCN dans la région lyonnaise, le festival bisannuel permet d'offrir un espace de création et de représentations pour les compagnies, notamment après l'arrêt du Concours de Bagnolet en 1985. La biennale coproduit environ une quinzaine de spectacles chaque année.
La Biennale de la danse de Lyon s'inscrit comme un prolongement de la Maison de la danse de Lyon qui est créée en 1980. Le défilé de la Biennale de la danse quant à lui, est créé en 1996 par Guy Darmet après un voyage au Brésil d'où il ramène l'idée d'un défilé à Lyon en hommage au Carnaval de Rio. Le directeur artistique souhaite faire défilé des élèves des écoles de samba, et ainsi, le projet du défilé intitulé Aquarela do Brasil prend forme lors de la Biennale de la danse de 1996. 
En 2009, un appel aux candidature afin de succéder à Guy Darmet comme nouveau directeur artistique de la Maison de la danse et la Biennale est lancé. Guy Darmet est remplacé en 2012 par la chorégraphe Dominique Hervieu qui quitte ses fonctions au théâtre de Chaillot à Paris. En février 2022, Dominique Hervieu quitte quant à elle ses fonctions en tant que directrice artistique à Lyon, afin de rejoindre l'équipe de Paris 2024, au sein du comité d'organisation des jeux Olympiques. La direction artistique de la Maison de la Danse de Lyon et de la Biennale est alors dirigée par Tiago Guedes.